# 13e regering van Israël
De 13e regering (ook bekend als het kabinet–Eshkol III) was de uitvoerende macht van de Staat Israël van 12 januari 1966 tot 17 maart 1969. Premier Levi Eshkol (Mapai/Arbeidspartij) stond aan het hoofd van een centrum coalitie van Mapai/Arbeidspartij, Mapam, de Nationaal-Religieuze Partij, de Onafhankelijke Liberalen, Verenigd in Arbeid/Arbeidspartij, de Agudat Israëlische Arbeiders/Arbeidspartij en Gahal.

## Ambtsbekleders
| Ambtsbekleder            | Ambtsbekleder           | Ambtsbekleder                                        | Functie                                           | Ambtstermijn     | Ambtstermijn     | Partij                       |
| ------------------------ | ----------------------- | ---------------------------------------------------- | ------------------------------------------------- | ---------------- | ---------------- | ---------------------------- |
|                          | Levi Eshkol             | Levi Eshkol לֵוִי אֶשְׁכּוֹל (1895–1969)                    | Premier                                           | 26 juni 1963     | 26 februari 1969 | Mapai (1963–68)              |
| Arbeidspartij (1968–69)  | Levi Eshkol             | Levi Eshkol לֵוִי אֶשְׁכּוֹל (1895–1969)                    | Premier                                           | 26 juni 1963     | 26 februari 1969 |                              |
|                          | Yigal Allon             | Rav Aluf Yigal Allon יִגְאָל אַלּוֹן (1918–1980)           | Premier                                           | 26 februari 1969 | 17 maart 1969    | Arbeidspartij                |
| Vicepremier              | Yigal Allon             | Rav Aluf Yigal Allon יִגְאָל אַלּוֹן (1918–1980)           | 1 juli 1968                                       | 15 december 1969 |                  | Arbeidspartij                |
| Minister van Immigratie  | Yigal Allon             | Rav Aluf Yigal Allon יִגְאָל אַלּוֹן (1918–1980)           | 1 juli 1968                                       | 15 december 1969 |                  | Arbeidspartij                |
|                          | Levi Eshkol             | Levi Eshkol לֵוִי אֶשְׁכּוֹל (1895–1969)                    | Minister van Defensie                             | 26 juni 1963     | 5 juni 1967      | Mapai                        |
|                          | Moshe Dayan             | Rav Aluf Moshe Dayan משה דיין (1915–1981)            | Minister van Defensie                             | 5 juni 1967      | 3 juni 1974      | Mapai (1967–68)              |
| Arbeidspartij (1968–74)  | Moshe Dayan             | Rav Aluf Moshe Dayan משה דיין (1915–1981)            | Minister van Defensie                             | 5 juni 1967      | 3 juni 1974      |                              |
|                          | Abba Eban               | Abba Eban אבא אבן (1915–2002)                        | Minister van Buitenlandse Zaken                   | 12 januari 1966  | 3 juni 1974      | Mapai (1966–68)              |
| Arbeidspartij (1968–74)  | Abba Eban               | Abba Eban אבא אבן (1915–2002)                        | Minister van Buitenlandse Zaken                   | 12 januari 1966  | 3 juni 1974      |                              |
|                          | Chaim-Moshe Shapira     | Chaim-Moshe Shapira חיים משה שפירא (1902–1970)       | Minister van Binnenlandse Zaken                   | 17 december 1959 | 15 juli 1970     | Nationaal- Religieuze Partij |
|                          | Pinchas Sapir           | Pinchas Sapir פנחס ספיר (1906–1975)                  | Minister van Financiën                            | 26 juni 1963     | 6 augustus 1968  | Mapai (1963–68)              |
| Arbeidspartij (1968)     | Pinchas Sapir           | Pinchas Sapir פנחס ספיר (1906–1975)                  | Minister van Financiën                            | 26 juni 1963     | 6 augustus 1968  |                              |
|                          | Zeev Sherf              | Zeev Sherf זאב שרף (1904–1984)                       | Minister van Financiën                            | 6 augustus 1968  | 15 december 1969 | Arbeidspartij                |
|                          | Yaakov Shimshon Shapira | Yaakov Shimshon Shapira יעקב שמשון שפירא (1902–1993) | Minister van Justitie                             | 12 januari 1966  | 12 juni 1972     | Mapai (1966–68)              |
| Arbeidspartij (1968–72)  | Yaakov Shimshon Shapira | Yaakov Shimshon Shapira יעקב שמשון שפירא (1902–1993) | Minister van Justitie                             | 12 januari 1966  | 12 juni 1972     |                              |
|                          | Chaim Josef Zadok       | Chaim Josef Zadok חיים יוסף צדוק (1913–2002)         | Minister van Economie                             | 25 mei 1965      | 22 november 1966 | Mapai                        |
|                          | Zeev Sherf              | Zeev Sherf זאב שרף (1904–1984)                       | Minister van Economie                             | 22 november 1966 | 15 december 1969 | Mapai (1966–68)              |
| Arbeidspartij (1968–69)  | Zeev Sherf              | Zeev Sherf זאב שרף (1904–1984)                       | Minister van Economie                             | 22 november 1966 | 15 december 1969 |                              |
|                          | Israel Barzilai         | Israel Barzilai ישראל ברזילי (1913–1970)             | Minister van Volksgezondheid                      | 12 januari 1966  | 15 december 1969 | Mapam                        |
|                          | Yigal Allon             | Rav Aluf Yigal Allon יִגְאָל אַלּוֹן (1918–1980)           | Minister van Arbeid                               | 1 november 1961  | 1 juli 1968      | Mapai (1961–68)              |
| Arbeidspartij (1968)     | Yigal Allon             | Rav Aluf Yigal Allon יִגְאָל אַלּוֹן (1918–1980)           | Minister van Arbeid                               | 1 november 1961  | 1 juli 1968      |                              |
|                          |                         |                                                      | Minister van Arbeid                               | Vacant           |                  |                              |
|                          | Josef Almogi            | Josef Almogi יוסף אלמוגי (1910–1991)                 | Minister van Arbeid                               | 8 juli 1968      | 10 maart 1974    | Arbeidspartij                |
|                          | Yosef Burg              | Yosef Burg יוסף בורג (1909–1999)                     | Minister van Sociale Zaken en Welzijn             | 17 december 1959 | 1 september 1970 | Nationaal- Religieuze Partij |
|                          | Zalman Aran             | Zalman Aran זַלְמָן אֲרָן (1899–1970)                     | Minister van Onderwijs en Cultuur                 | 26 juni 1963     | 15 december 1969 | Mapai (1963–68)              |
| Arbeidspartij (1968–69)  | Zalman Aran             | Zalman Aran זַלְמָן אֲרָן (1899–1970)                     | Minister van Onderwijs en Cultuur                 | 26 juni 1963     | 15 december 1969 |                              |
|                          | Moshe Carmel            | Moshe Carmel משה כרמל (1911–2003)                    | Minister van Vervoer                              | 30 mei 1965      | 15 december 1969 | Verenigd in Arbeid (1965–69) |
| Arbeidspartij (1968–69)  | Moshe Carmel            | Moshe Carmel משה כרמל (1911–2003)                    | Minister van Vervoer                              | 30 mei 1965      | 15 december 1969 |                              |
|                          | Chaim Gvati             | Chaim Gvati חיים גבתי (1901–1990)                    | Minister van Landbouw                             | 10 november 1964 | 3 juni 1974      | Mapai (1964–68)              |
| Arbeidspartij (1968–749) | Chaim Gvati             | Chaim Gvati חיים גבתי (1901–1990)                    | Minister van Landbouw                             | 10 november 1964 | 3 juni 1974      |                              |
|                          | Mordechai Bentov        | Mordechai Bentov מרדכי בנטוב (1900–1985)             | Minister van Huisvesting                          | 12 januari 1966  | 15 december 1969 | Mapam                        |
|                          | Moshe Kol               | Moshe Kol משה קול (1911–1989)                        | Minister van Ontwikkelingen                       | 12 januari 1966  | 15 december 1969 | Onafhankelijke Liberalen     |
| Minister van Toerisme    | Moshe Kol               | Moshe Kol משה קול (1911–1989)                        | 21 juni 1974                                      | 12 januari 1966  |                  | Onafhankelijke Liberalen     |
|                          | Bechor-Shalom Sheetrit  | Bechor-Shalom Sheetrit בכור-שלום שטרית (1895–1967)   | Minister van Openbare Veiligheid                  | 14 mei 1948      | 2 januari 1967   | Mapai                        |
|                          | Eliahu Sasson           | Eliahu Sasson אליהו ששון (1902–1978)                 | Minister van Openbare Veiligheid                  | 2 januari 1967   | 15 december 1969 | Mapai (1967–68)              |
| Arbeidspartij (1968–69)  | Eliahu Sasson           | Eliahu Sasson אליהו ששון (1902–1978)                 | Minister van Openbare Veiligheid                  | 2 januari 1967   | 15 december 1969 |                              |
|                          | Zerach Warhaftig        | Zerach Warhaftig זרח ורהפטיג (1906–2002)             | Minister van Religieuze Zaken                     | 1 november 1961  | 10 maart 1974    | Nationaal- Religieuze Partij |
|                          | Eliahu Sasson           | Eliahu Sasson אליהו ששון (1902–1978)                 | Minister van Communicatie                         | 1 november 1961  | 2 januari 1967   | Mapai                        |
|                          | Israel Yeshayahu        | Israel Yeshayahu ישראל ישעיהו (1908–1979)            | Minister van Communicatie                         | 1 januari 1967   | 15 december 1969 | Mapai (1967–68)              |
| Arbeidspartij (1968–69)  | Israel Yeshayahu        | Israel Yeshayahu ישראל ישעיהו (1908–1979)            | Minister van Communicatie                         | 1 januari 1967   | 15 december 1969 |                              |
|                          | Israel Galili           | Tat Aluf Israel Galili ישראל גלילי (1911–1986)       | Minister van Informatie                           | 6 juni 1967      | 15 december 1969 | Mapai (1967–68)              |
| Arbeidspartij (1968–69)  | Israel Galili           | Tat Aluf Israel Galili ישראל גלילי (1911–1986)       | Minister van Informatie                           | 6 juni 1967      | 15 december 1969 |                              |
|                          | Israel Galili           | Tat Aluf Israel Galili ישראל גלילי (1911–1986)       | Minister zonder portefeuille (Informatie)         | 12 januari 1966  | 6 juni 1967      | Mapai                        |
|                          | Menachem Begin          | Menachem Begin מְנַחֵם בֵּגִין (1913–1992)                 | Minister zonder portefeuille (Algemene Zaken)     | 6 juni 1967      | 6 augustus 1970  | Gahal                        |
|                          | Josef Sapir             | Josef Sapir יוסף ספיר (1902–1972)                    | Minister zonder portefeuille (Binnenlandse Zaken) | 6 juni 1967      | 15 december 1969 | Gahal                        |
|                          | Pinchas Sapir           | Pinchas Sapir פנחס ספיר (1906–1975)                  | Minister zonder portefeuille (Financiële Zaken)   | 6 augustus 1968  | 15 december 1969 | Arbeidspartij                |